# شکسته (فیلم ۲۰۱۲)
شکسته (به انگلیسی: Broken) فیلمی محصول سال ۲۰۱۲ و به کارگردانی روفوس نوریس است. در این فیلم بازیگرانی همچون تیم راث، کیلین مورفی، روری کینیار، رابرت امس، دنیس لاسن، زانا مارجانوویچ، اویس لارنس و بیل میلنر ایفای نقش کرده‌اند.